# Emmanuelle (film)
Emmanuelle – francuski film erotyczny z 1974 roku, zrealizowany według powieści Emmanuelle Arsan. Film zapoczątkował całą serię filmów o miłosnych perypetiach pięknej Emmanuelle.

## Obsada
- Sylvia Kristel – Emmanuelle
- Marika Green – Bee
- Alain Cuny – Mario
- Daniel Sarky – Jean
- Jeanne Colletin – Ariane
- Christine Boiss – Marie-Ange